# Xeneretmus
Xeneretmus – rodzaj morskich ryb skorpenokształtnych z rodziny lisicowatych.

## Klasyfikacja
Gatunki zaliczane do tego rodzaju:
- Xeneretmus latifrons
- Xeneretmus leiops
- Xeneretmus ritteri
- Xeneretmus triacanthus